# Sonkowo
Sonkowo (russisch Сонко́во) ist eine Siedlung städtischen Typs in der Oblast Twer in Russland mit 4164 Einwohnern (Stand 14. Oktober 2010).

## Geographie
Der Ort liegt etwa 125 km Luftlinie nordöstlich des Oblastverwaltungszentrums Twer. Er befindet sich am Oberlauf der Kamenka, eines rechten Nebenflusses der Sit, die in den Rybinsker Stausee der Wolga mündet.
Sonkowo ist Verwaltungszentrum des Rajons Sonkowski sowie Sitz und einzige Ortschaft der Stadtgemeinde (gorodskoje posselenije) Possjolok Sonkowo.

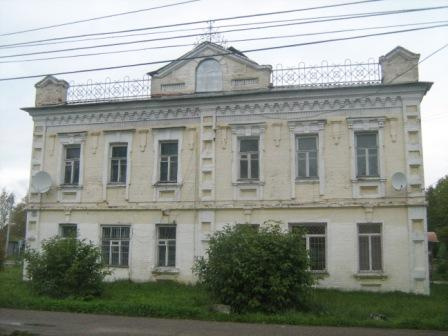
Altes Wohnhaus in Sonkowo
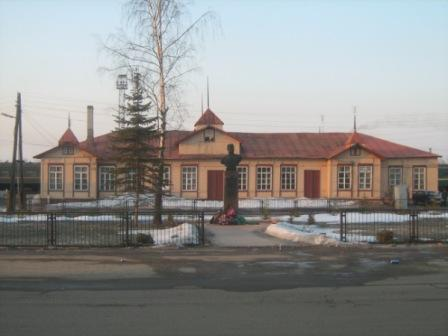
Bahnhof Sonkowo
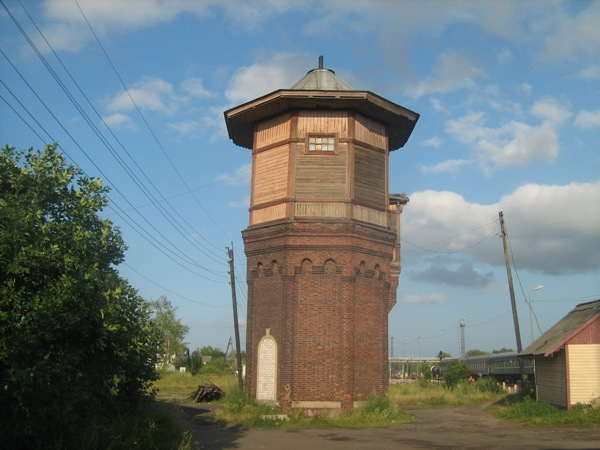
Wasserturm beim Bahnhof
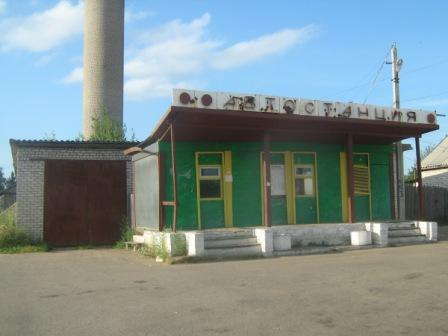
Busbahnhof Sonkowo

## Geschichte
Der Ort wurde 1870 im Zusammenhang mit dem Bau der Eisenbahnstrecke Rybinsk – Bologoje – Pskow als Siedlung bei der Bahnstation Sawelino gegründet, benannt nach dem einige Kilometer entfernten Dorf Sawelicha. Größere Bedeutung erhielten Bahnhof und Siedlung ab 1898 infolge Errichtung der kreuzenden (später in beiden Richtungen verlängerten) Eisenbahnstrecke Kaschin – Krasny Cholm. 1903 wurden sie nach einer nahen Örtlichkeit in Sonkowo umbenannt.
1924 wurde Sonkowo Verwaltungssitz einer Wolost des Ujesds Kaschin, und 1927 erhielt es den Status einer Siedlung städtischen Typs. 1929 die Wolost in einen gleichnamigen Rajon umgewandelt.

### Bevölkerungsentwicklung
| Jahr | Einwohner |
| ---- | --------- |
| 1939 | 3126      |
| 1959 | 4937      |
| 1970 | 4843      |
| 1979 | 5048      |
| 1989 | 5988      |
| 2002 | 4577      |
| 2010 | 4164      |

Anmerkung: Volkszählungsdaten

## Verkehr
Sonkowo besitzt einen Bahnhof, bei dem sich die 1870 eröffnete Strecke Rybinsk – Bologoje – Pskow (Streckenkilometer 105) und die auf diesem Abschnitt 1898 eröffnete Strecke Moskau – Kimry (Bahnhof Sawjolowo) – Pestowo (– Sankt Petersburg; Streckenkilometer 261) kreuzen.
In die Siedlung führt die Regionalstraße 28K-0034 von Wyschni Wolotschok an der föderalen Fernstraße M10 über die westlich benachbarten Rajonzentren Maksaticha und Beschezk. In nördlicher Richtung verläuft die 28N-0822 nach Krasny Cholm.